# 小椋真介
小椋 真介（おぐら しんすけ、1980年8月1日 - ）は、福岡県福岡市出身の元プロ野球選手（投手）。

## 経歴

### プロ入り前
福岡市立大原小学校、福岡市立原中央中学校卒業。福岡工業大学附属高等学校（現:福岡工業大学附属城東高等学校）時代は1997年の第79回全国高等学校野球選手権大会に出場。143キロのストレートを記録した松坂世代No.1左腕との評価を受け、1998年度ドラフト会議にて福岡ダイエーホークスから3位指名を受け、入団。

### プロ入り後
高卒新人の1999年はフレッシュオールスターゲーム出場果たしウエスタン・リーグ公式戦で29試合に登板し、82回1/3を投げ26自責点、5勝2敗1セーブ 防御率はリーグ2位の2.84という成績を残した。オフに工藤公康が退団し、左の先発ローテーション投手に期待された。
2000年、王監督があえてぶつけたという3月3日の読売ジャイアンツとのオープン戦では3回2/3で11失点と滅多打ちにされる。二軍では24試合に登板し、101回1/3を投げ44自責点、4勝4敗 防御率はリーグ8位の3.91という成績を残したものの、一軍登板はなかった。
2001年は二軍では15試合に登板し、71回を投げ28自責点、3勝2敗1セーブ 防御率はリーグ8位の3.55という成績を残した。10月3日の一軍公式戦の最終戦でプロ初登板・初先発を果たしたが勝利には至らなかった。
2002年、8月4日の埼玉西武ライオンズ戦の予告先発だった寺原隼人が直前で登板回避し、急遽プロ2度目の先発のマウンドに上がった。初回に小関竜也にライトポール直撃のホームランを浴びるなどし、またしてもプロ初勝利とはならなかった。
2003年には左肘のじん帯を痛め手術に踏み切った。
2005年6月4日に行われたチームの二軍対茨城ゴールデンゴールズの親善試合では7回に登板し、片岡安祐美、やまもと圭壱と対戦。片岡を捕ゴロ、やまもとをフルカウントからの空振り三振に抑えた。
2006年7月19日、おたふく風邪と診断された三瀬幸司に代わり4年ぶりの一軍登録の手続きがとられたが、午後3時の締め切りに間に合わず登録できなかったということがあった。その後7月25日に登録されたが、結局登板しないまま7月27日に二軍へ降格。
2007年、5年ぶりの一軍登板を果たす。二軍では抑えを務め、29試合で防御率1.61を記録した。
2008年、キャンプでは152キロのストレートを投げるまでに復活。4月12日の西武戦で2番手として登板し、10年目にしてプロ初勝利を挙げた。その後も前半戦は久米勇紀、D.J.ホールトンともに主に勝ち試合の中継ぎ投手として活躍をみせるが、6月以降は徐々に失点がかさむようになり、長期の二軍落ちもあったため、後半戦はわずか3試合の登板だった。二軍では防御率0.43、21イニングで29奪三振と好投した。
2010年、4月24日の千葉ロッテマリーンズ戦でプロ入り12年目にして8年ぶり3度目の先発、5回2安打1失点（自責点0）で先発初勝利を収めた。その後も荒削りながら先発ローテーションに定着、自己最多勝利を更新した。オフに課題である緩急をつけられる決め球、チェンジアップの習得を励んでいる。
2011年、攝津正の先発転向や岩嵜翔、山田大樹らの台頭、自身の左肘手術の影響などで一軍での登板はなかった。オフにFAで西武から移籍してきた帆足和幸に背番号11を譲ることとなった。
2012年、今度は股関節の故障に苦しみ、一軍登板はなく、二軍での登板も5試合に留まり、10月7日付で戦力外通告を受け、現役引退を表明。

### 引退後
2016年まで、ホークスジュニアアカデミーで野球塾の指導者として活動をしていた。
2016年の学生野球資格回復研修を受講したうえで、翌2017年2月7日に日本学生野球協会より学生野球資格回復の適性認定を受けたことにより、学生野球選手への指導が可能となった。
2017年4月より九州地区大学野球連盟に所属する長崎国際大学硬式野球部でコーチを務める。2023年4月より鹿児島商業高等学校野球部でコーチを務める。

## 選手としての特徴
ストレート、スライダー、チェンジアップ、シンカーを投じる。
特にストレートの球速はファームで156km/hを計測したことがあるなど定評があった。交流戦で対戦経験のある長野久義は2021年の井端弘和のYouTubeチャンネルで「球種別の最強投手」のストレートの投手に小椋の名を挙げている。

## 詳細情報

### 年度別投手成績
| 年 度     | 球 団                 | 登 板 | 先 発 | 完 投 | 完 封 | 無 四 球 | 勝 利 | 敗 戦 | セ 丨 ブ | ホ 丨 ル ド | 勝 率 | 打 者 | 投 球 回 | 被 安 打 | 被 本 塁 打 | 与 四 球 | 敬 遠 | 与 死 球 | 奪 三 振 | 暴 投 | ボ 丨 ク | 失 点 | 自 責 点 | 防 御 率 | W H I P |
| --------- | --------------------- | ----- | ----- | ----- | ----- | -------- | ----- | ----- | -------- | ----------- | ----- | ----- | -------- | -------- | ----------- | -------- | ----- | -------- | -------- | ----- | -------- | ----- | -------- | -------- | ------- |
| 2001      | ダイエー ソフトバンク | 1     | 1     | 0     | 0     | 0        | 0     | 0     | 0        | --          | ----  | 22    | 5.0      | 6        | 0           | 2        | 0     | 0        | 5        | 1     | 0        | 5     | 5        | 9.00     | 1.60    |
| 2002      | ダイエー ソフトバンク | 7     | 1     | 0     | 0     | 0        | 0     | 1     | 0        | --          | .000  | 49    | 11.0     | 13       | 3           | 5        | 0     | 0        | 9        | 1     | 1        | 8     | 8        | 6.55     | 1.64    |
| 2007      | ダイエー ソフトバンク | 7     | 0     | 0     | 0     | 0        | 0     | 0     | 0        | 0           | ----  | 50    | 11.0     | 7        | 2           | 9        | 1     | 1        | 10       | 1     | 0        | 6     | 6        | 4.91     | 1.45    |
| 2008      | ダイエー ソフトバンク | 29    | 0     | 0     | 0     | 0        | 3     | 0     | 1        | 6           | 1.000 | 144   | 33.1     | 31       | 7           | 12       | 0     | 2        | 33       | 3     | 0        | 21    | 20       | 5.40     | 1.29    |
| 2009      | ダイエー ソフトバンク | 1     | 0     | 0     | 0     | 0        | 0     | 0     | 0        | 0           | ----  | 5     | 0.0      | 2        | 0           | 3        | 0     | 0        | 0        | 0     | 0        | 2     | 2        | ----     | ----    |
| 2010      | ダイエー ソフトバンク | 24    | 20    | 0     | 0     | 0        | 4     | 8     | 0        | 0           | .333  | 468   | 102.0    | 98       | 14          | 67       | 1     | 3        | 113      | 9     | 0        | 65    | 60       | 5.29     | 1.62    |
| 通算：6年 | 通算：6年             | 69    | 22    | 0     | 0     | 0        | 7     | 9     | 1        | 6           | .438  | 738   | 162.1    | 157      | 26          | 98       | 2     | 6        | 170      | 15    | 1        | 107   | 101      | 5.60     | 1.57    |

- ダイエー（福岡ダイエーホークス）は、2005年にソフトバンク（福岡ソフトバンクホークス）に球団名を変更

### 記録
- 初登板・初先発：2001年10月3日、対オリックス・ブルーウェーブ28回戦（グリーンスタジアム神戸）、5回6安打5失点
- 初奪三振：同上、2回裏にジョー・ビティエロから
- 初勝利：2008年4月12日、対埼玉西武ライオンズ5回戦（福岡Yahoo! JAPANドーム）、6回表2死に2番手で救援登板、1回1/3を無失点
- 初ホールド：2008年4月13日、対埼玉西武ライオンズ6回戦（福岡Yahoo! JAPANドーム）、7回表2死に2番手で救援登板、1回無失点
- 初セーブ：2008年4月15日、対オリックス・バファローズ4回戦（京セラドーム大阪）、8回裏2死に5番手で救援登板・完了、1回1/3を無失点
- 初先発勝利：2010年4月24日、対千葉ロッテマリーンズ5回戦（千葉マリンスタジアム）、5回2安打1失点

### 背番号
- 11 （1999年 - 2011年）
- 16 （2012年）